# John Varley
John Herbert Varley (ur. 9 sierpnia 1947 w Austin) – amerykański pisarz s-f, zdobywca nagród Hugo, Nebula, Locusa, Seiun, Prometheus, Jupitera, Prix Apollo, Endeavour i wielu innych.

## Życiorys
Dorastał w Fort Worth w Teksasie, w 1957 przeniósł się do Port Arthur, gdzie ukończył Nederland High School. Uczęszczał na Uniwersytet Stanu Michigan, początkowo jako student fizyki, później anglistyki. Opuścił szkołę przed swoimi 20. urodzinami i wyjechał do San Francisco akurat w czas „lata miłości” 1967 roku. Tam pracował jako niewykwalifikowany robotnik, korzystając z pomocy misji św. Antoniego. Tam też doszedł do wniosku, że lepiej utrzymywać się z pisarstwa. Przypadkowo wziął udział w festiwalu w Woodstock w 1969, gdy samochód zepsuł mu się pół mili od miejsca koncertów. Mieszkał w Portlandzie, Nowym Jorku, Berkeley i Los Angeles.

## Twórczość
Napisał kilka powieści i znaczną liczbę opowiadań. Spora część z nich opowiada historię przyszłości. The Eight Worlds gdzie na 100 lub 200 lat wstecz zanim tajemnicza i potężna rasa obcych prawie całkowicie zmiotła ludzkość z powierzchni Ziemi (uważali, że wieloryby i delfiny są nadrzędna ziemską formą życia a ludzie tylko plagą robactwa), ale ludzie zaludnili praktycznie każdy pozostały zakątek systemu słonecznego, często dzięki dzikim modyfikacjom biologicznym, często „podejrzanym” u obcych. Szczegółowe spekulacje Varleya na temat możliwych osiągnięć człowieka w naukach biologicznych były czymś odkrywczym w roku 1970, kiedy opublikowano jego zbiór opowiadań The Persistence of Vision. Opowiadanie tytułowe zdobyło Hugo i Nebulę. Opowiadania Options i Blue Champagne zostały sfilmowane jako odcinki serialu telewizyjnego Welcome to Paradox.
Varley spędził kilka lat w Hollywood, ale jedynym rezultatem był film Millennium.
Varley jest często porównywany do Roberta Heinleina przez podobny opisowy styl i tematy wolnej miłości i wolnych społeczeństw. Dwie jego opowieści, Steel Beach i The Golden Globe wykorzystują Heinleinowskie pomysły dotyczące społeczności. The Golden Globe opisuje społeczeństwo wyrosłe z kolonii więziennej na Plutonie i kolejne ewoluujące na jego księżycu Charonie (sytuacja podobna jak w powieści Luna to surowa pani Heinleina).
U Varleya warte odnotowania jest również znaczenie postaci kobiecych, dość nietypowe w science fiction, zwłaszcza wśród męskich autorów hard s-f. Widać to nie tylko w Eight Worlds, gdzie zmiany płci są czymś normalnym, ale i w innych powieściach. Motyw zmiany płci to przykład umieszczania tematów związanych z seksualnością w powieściach Varleya, bez dominowania ich przez tę seksualność.

### Eight Worlds
- Gorąca linia z Wężownika(inne języki) (The Ophiuchi Hotline 1977, wyd. pol. Prószyński i S-ka 1996)
- Steel Beach (1992)
- The Golden Globe (1998; Nagroda Prometeusza 1999)
- Irontown Blues (2018)

### Gea
- Tytan (Titan 1979, wyd. pol. Rebis 1992)
- Czarodziejka(inne języki) (Wizard 1980, wyd. pol. Rebis 1993)
- Demon(inne języki) (Demon 1984, wyd. pol. Rebis 1993)

### Red Thunder
- Red Thunder (2003; Nagroda Endeavour 2004)
- Red Lightning (2006)
- Rolling Thunder (2008)
- Dark Lightning (2014)

### Inne powieści
- Złoty wiek(inne języki) (Millennium 1983, wyd. pol. Prószyński i S-ka 1997; rozbudowane opowiadanie „Uprowadzenie”, wyd. pol. w: Droga do science fiction 4; także jako: „Porwanie w powietrzu”, wyd. pol. w: Rakietowe szlaki 1)
- Mammoth (2005)
- Slow Apocalypse (2012)

### Zbiory opowiadań
- The Persistence of Vision (1978)
- The Barbie Murders (1980) (wydane później jako Picnic on Nearside, 1984)
- Blue Champagne (1986)
- The John Varley Reader: Thirty Years of Short Fiction (2004)
- Good-Bye, Robinson Crusoe and Other Stories (2013)

### Inne
- Millennium - scenariusz (1989) bazujący na opowiadaniu „Porwanie w powietrzu”, podobnie jak i powieść Złoty wiek

## Nagrody
Nagroda Hugo:
- 1979 – opowiadanie Uporczywość widzenia(inne języki) (The Persistence of Vision, Nowa Fantastyka 5/1995)
- 1982 – miniatura Pchacz (The Pusher, Rakietowe szlaki)
- 1985 – opowiadanie NACIŚNIJ ENTER■ (Press Enter■, w Don Wollheim proponuje 1985, Wydawnictwo „Alfa” 1985)
- 12 nominacji

Nagroda Nebula:
- 1979 – opowiadanie Uporczywość widzenia
- 1985 – opowiadanie NACIŚNIJ ENTER■
- 6 nominacji

Nagroda Locusa:
- 1976 – Nagroda Specjalna - 4 nowele w Top 10 (Bagatelle, Gotta Sing, Gotta Dance, Overdrawn at the Memory Bank, The Phantom of Kansas)
- 1979 – opowiadanie Uporczywość widzenia
- 1979 – nowela The Barbie Murders
- 1979 – zbiór pojedynczego autora Uporczywość widzenia
- 1980 – powieść Titan
- 1981 – zbiór pojedynczego autora The Barbie Murders
- 1982 – opowiadanie Blue Champagne
- 1982 – miniatura Pchacz
- 1985 – opowiadanie NACIŚNIJ ENTER■
- 1987 – zbiór opowiadań Blue Champagne